# خفايا الدنيا (فلم)
خفايا الدنيا هو فيلم مصري تم إنتاجه عام 1942، من تأليف إبراهيم رمزي و بطولة سامية فهمي وأحمد علام وحسن رمزي وسلوى علام ودولت أبيض وسامية جمال.

## وصلات خارجية
- مقالات تستعمل روابط فنية بلا صلة مع ويكي بيانات